# Línea 214 (Suburbanos Montevideo)

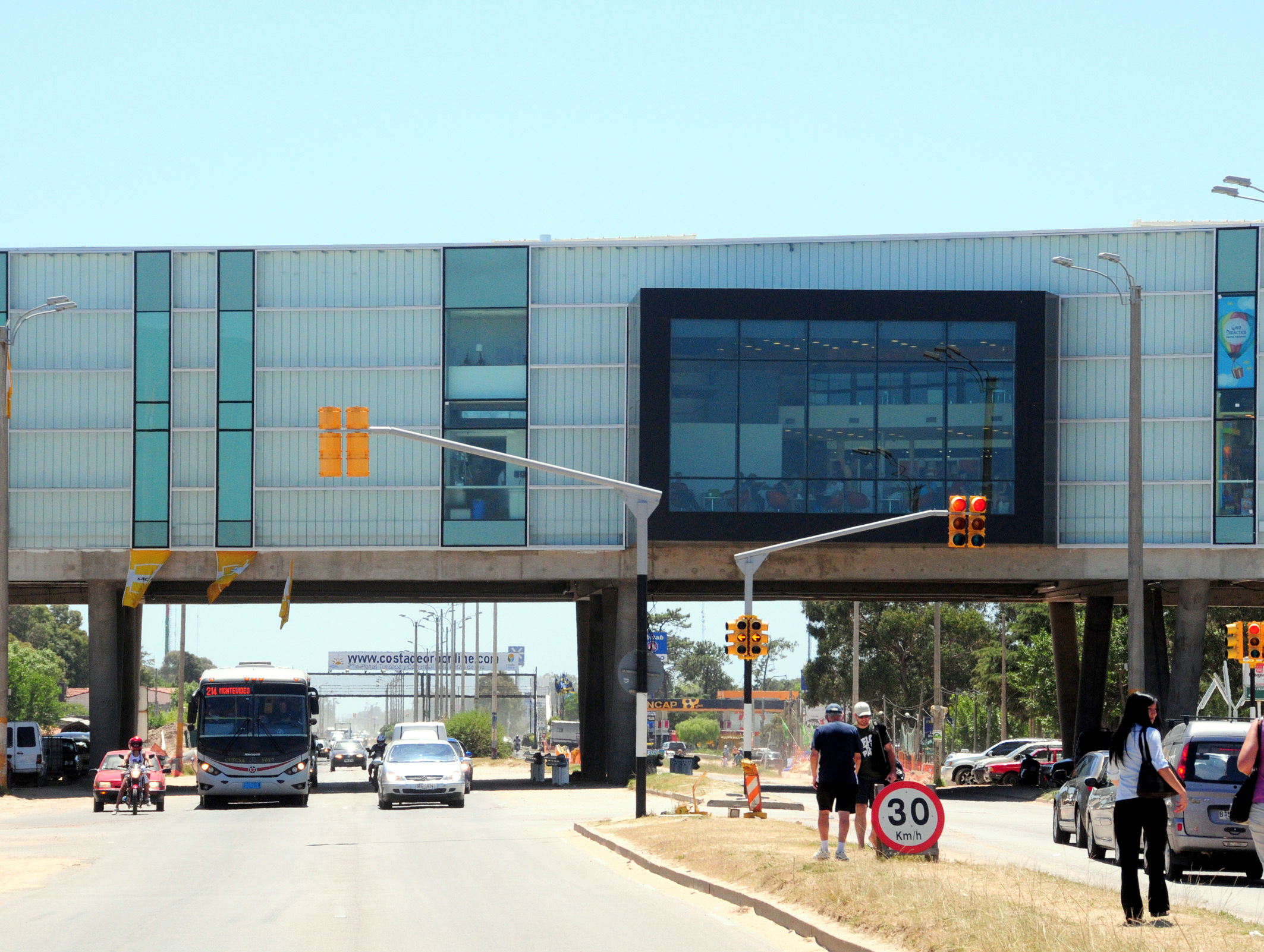
Línea 214 circulando por debajo del Costa Urbana Shopping sobre la Avenida Luis Giannattasio.

La línea 214 de la red de transporte suburbano de Montevideo une terminal Baltasar Brum con El Pinar, barrio de la Ciudad de la Costa.

## Características
Es creada en los años sesenta como una extensión suburbana de la línea 114, la cual tenía como destino el límite departamental de Canelones y Montevideo.  

## Recorrido

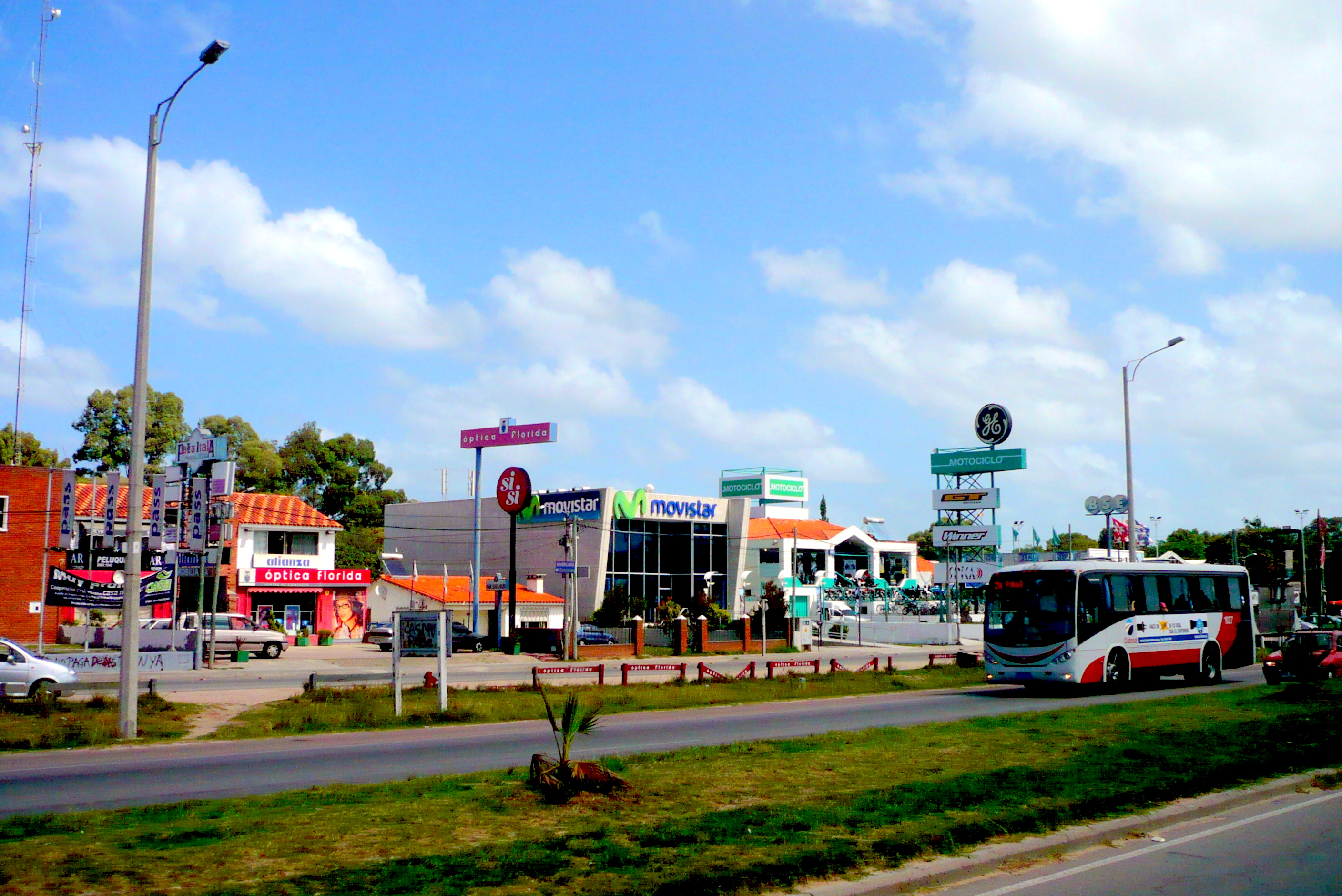
Línea 214 en 2012

Circula en ambos sentidos por los barrios: Centro, Cordón, Tres Cruces, Parque Batlle, Buceo, Malvín, Malvín Norte, Punta Gorda, Carrasco y Carrasco Norte de Montevideo, y los barrios y balnearios de Shangrilá, Lagomar, Solymar, Lomas de Solymar y El Pinar de Ciudad de la Costa.
| Partida Andén (Estación Baltasar Brum) - Río Branco - Galicia - Julio Herrera y Obes - Paysandú - República - Democracia - Daniel Muñoz - Eduardo Víctor Haedo - Avenida Italia - Avenida Luis Giannattasio - Avenida Pérez Butler | Retorno (El Pinar) - Pérez Butler - Avenida Luis Giannattasio - Avenida Italia - Salvador Ferrer Serra - Martín C. Martínez - Uruguay - Ciudadela - Rambla Franklin Rooselvelt - Galicia - (Estación Baltasar Brum) |

## Paradas
| Código | Paradas                                 |
| ------ | --------------------------------------- |
| 7245   | Andén 10                                |
| 7067   | Río Negro                               |
| 7069   | Yaguarón                                |
| 7066   | Minas                                   |
| 7065   | Daniel Fernández Crespo                 |
| 6709   | Plaza Líber Seregni                     |
| 6708   | Acevedo Díaz                            |
| 6471   | Presidente Batlle                       |
| 6472   | Sambucetti                              |
| 6455   | Doctor José Brito Foresti               |
| 6464   | Doctor Francisco Simón                  |
| 6463   | Estivao (José Batlle Y Ordóñez)         |
| 6475   | Avenida Mariscal Francisco Solano López |
| 6468   | Mariscala                               |
| 6466   | Hipólito Yrigoyen                       |
| 2141   | Plaza Sandino                           |
| 6474   | Almirón                                 |
| 6458   | Avenida Bolivia                         |
| 6459   | Bolonia                                 |
| 6460   | Cooper                                  |
| 6462   | Eduardo Blanco Acevedo (Santa Mónica)   |
| 6467   | Lido                                    |
| 6457   | Rafael Barradas                         |
| 6353   | Parada 6353 pasando el puente           |
| 6307   | Armenia                                 |
| 6306   | Arizona                                 |
| 6333   | Frente Géant                            |
| 6319   | Avenida A La Playa                      |
| 6354   | Avenida Racine                          |
| 6362   | Sena km. 18                             |
| 6327   | Ecuador                                 |
| 6366   | Calle A                                 |
| 6317   | Avenida Calcagno                        |
| 6360   | Roma                                    |
| 6325   | Cruz Del Sur                            |
| 6302   | Alvear                                  |
| 6314   | Buenos Aires                            |
| 6347   | Manuel M. Cáceres                       |
| 6341   | Julia De Almenara                       |
| 7253   | Becú                                    |
| 6335   | Frente Ose                              |
| 6316   | Secco García                            |
| 6331   | Frente Asociación Española              |
| 6312   | Avenida Uruguay                         |
| 6356   | República Argentina                     |
| 6308   | Artigas (Frente Casmu)                  |
| 6339   | General Artigas                         |
| 6349   | Avenida Márquez Castro                  |
| 6337   | García Lagos                            |
| 7255   | Km. 25.500 Los Pinos                    |
| 6343   | Km. 26                                  |
| 6304   | Amelia Ramírez                          |
| 6364   | Tuyutí                                  |
| 6300   | Acapulco                                |
| 6310   | Avenida Central                         |
| 6345   | Km. 28 ( Vivero)                        |
| 6329   | Entrada El Pinar                        |
| 7077   | Parada 10 Libertad                      |
| 7072   | Parada 11                               |
| 7073   | Parada 12                               |
| 7075   | Parada 13 Avenida Costanera             |
| 7259   | Parada 15                               |
| 7260   | Parada 15                               |
| 7261   | Parada 16                               |
| 7263   | Playa Verano                            |

| Código | Paradas                           |
| ------ | --------------------------------- |
| 7264   | Playa Verano                      |
| 7265   | Parada 15                         |
| 7266   | Parada 14                         |
| 7076   | Parada 13 Avenida Costanera       |
| 7074   | Parada 12                         |
| 7071   | Parada 11                         |
| 7078   | Parada 10 Libertad                |
| 7070   | Frente Ancap                      |
| 6346   | Km. 28 ( Vivero)                  |
| 6311   | Avenida Central                   |
| 6301   | Acapulco                          |
| 6365   | Tuyutí                            |
| 6305   | Amelia Ramírez                    |
| 6344   | Km. 26                            |
| 6338   | García Lagos                      |
| 7306   | De Los Cisnes                     |
| 7307   | Perú                              |
| 6350   | Márquez Castro                    |
| 6340   | General Artigas                   |
| 6309   | Artigas (Frente Casmu)            |
| 6357   | República Argentina               |
| 6313   | Avenida Uruguay                   |
| 6332   | Frente Asociación Española        |
| 7308   | 17 Metros Lagomar                 |
| 6336   | Frente Ose                        |
| 7309   | Becú                              |
| 6342   | Julia De Almenara                 |
| 6348   | Manuel M. Cáceres                 |
| 6315   | Buenos Aires                      |
| 6303   | Aerosur                           |
| 6326   | Cruz Del Sur                      |
| 6361   | Roma                              |
| 6318   | Calcagno                          |
| 6367   | Venezuela                         |
| 7310   | Ceibo                             |
| 6328   | Ecuador                           |
| 6363   | Sena km. 18                       |
| 6355   | Avenida Racine                    |
| 6320   | Avenida A La Playa                |
| 6334   | Frente Géant                      |
| 7311   | Arizona                           |
| 7312   | Armenia                           |
| 6477   | Rafael Barradas (Puente Carrasco) |
| 6489   | Lido                              |
| 6496   | Santa Mónica                      |
| 6483   | Cooper                            |
| 6479   | Bolonia                           |
| 6478   | Bolivia                           |
| 6498   | Sepee                             |
| 6476   | Doctor Alejandro Gallinal         |
| 6487   | Hipólito Yrigoyen                 |
| 6491   | Mataojo                           |
| 6482   | Comercio                          |
| 6488   | Bulevar José Batlle Y Ordóñez     |
| 6485   | Doctor Francisco Simón            |
| 6480   | Hospital de Clínicas              |
| 6495   | Presidente Berro                  |
| 7199   | Arenal Grande                     |
| 7203   | Minas                             |
| 7201   | Ejido                             |
| 7205   | Rondeau                           |
| 7204   | Río Branco                        |
| 7206   | Ciudadela                         |
| 7316   | Terminal Baltasar Brum            |